# ンバンザ＝コンゴ

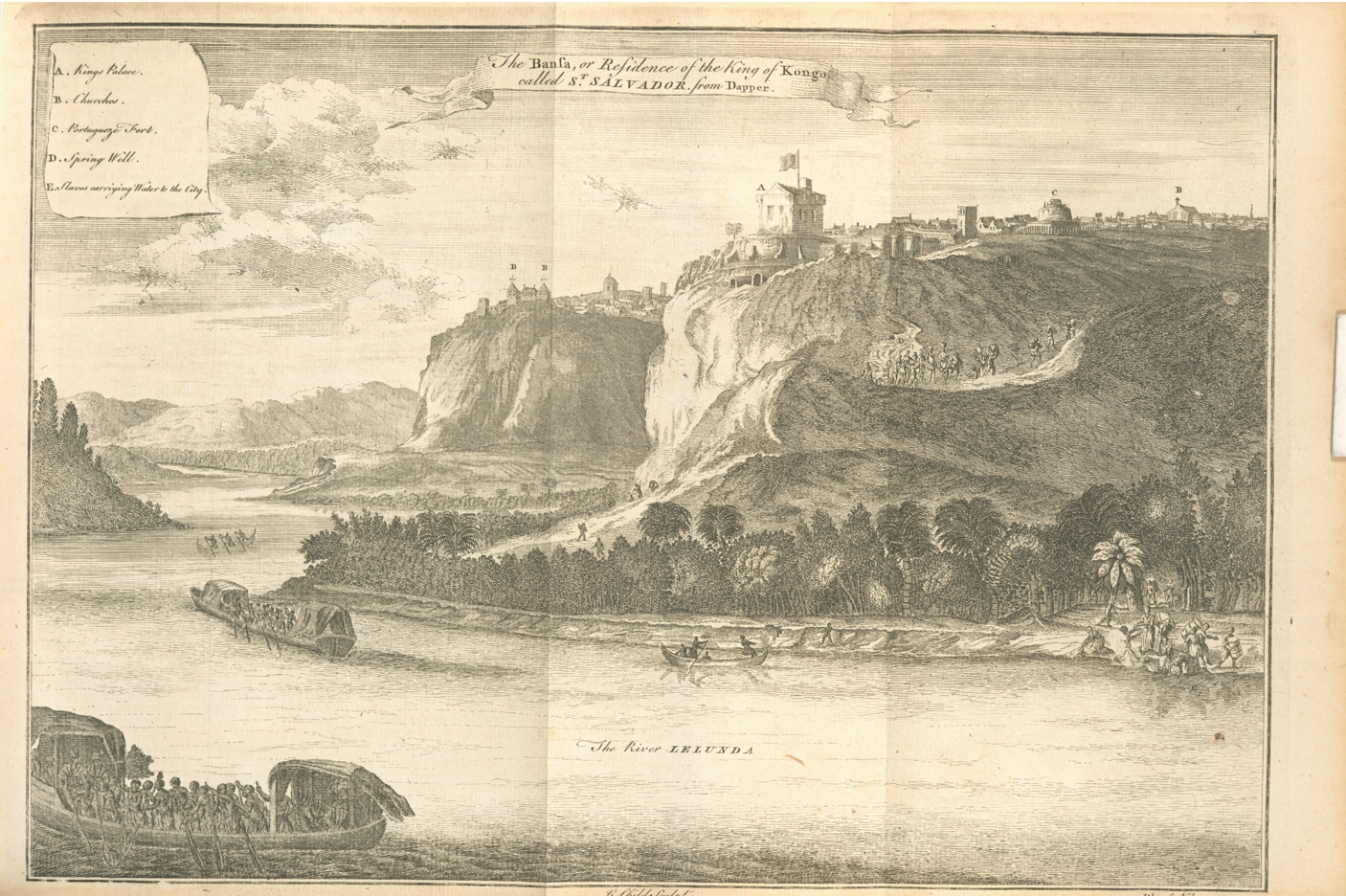
17世紀から18世紀頃のコンゴ王国の首都、ンバンザ・コンゴ（当時の名称はサン・サルヴァドール）。

ンバンザ＝コンゴ（コンゴ語:Mbanza Kongo, ポルトガル語:M'Banza Kongo）は、かつてはサン・サルヴァドール（ポルトガル語）としても知られていたアンゴラ北西部ザイーレ州の州都である。アンゴラとコンゴ民主共和国の国境付近に位置している。2017年にその歴史地区が世界遺産リストに加えられた。

## 歴史
ンバンザ＝コンゴはポルトガル人が到来する以前に建設され、当時 (1483年) の支配王朝の都となった。それは17世紀の内戦中に一時的に放棄された。南緯6度16分0秒 東経14度15分0秒 / 南緯6.26667度 東経14.25000度に位置し、頂上の平らな山の上に位置し、時に国王が王国の氏族を創り、彼等をここから送ったという近年の伝説からモンゴ・ワ・カイラ（Mongo wa Kaila, 分遣の山）と呼ばれる。渓谷から南へルエジ川が流れている。
ンバンザ＝コンゴはかつて南部アフリカの大西洋岸からンキシ川までに至ったコンゴ王国の支配者マニコンゴの拠点であった。マニコンゴの裁判の木ジャランクウォを、現在でも王宮と今日の王室博物館のある商業地域から見ることが出来る。
この街はまた、多くのアンゴラ人がブラックアフリカ最古の教会だと主張する16世紀の大聖堂（1549年建設）の廃墟でも知られる。教会は、地元ではンクルンビンビ（'nkulumbimbi'）として知られ、一夜の天使によって建設されたと言われている。1596年に大聖堂に昇格した。ヨハネ・パウロ2世が1992年にアンゴラを訪問した際にここを訪れた。その他の歴史的に重要な場所として空港付近のアフォンソ1世の母の記念碑が挙げられる。この記念碑は1680年代に始まった、国王が「偶像」を首に巻きつけて決して手放そうとしなかった母を生き埋めにしたという民間伝説を記念している。
最初期の文書に記録された国王は彼等の街を書簡で「コンゴ市」(cidade de Congo)と記述し、サン・サルヴァドール（São Salvador）の名はローマに司教の派遣を求めたアルヴァロ1世 (1568年 - 1587年) の書簡に初めて見受けられ、その名称は彼の後継者にも受け継がれた。
ポルトガル人がコンゴに到達した際には、ンバンザ・コンゴは既に恐らく赤道以南アフリカ最大の大きな町であり、1491年に到達した初期の訪問者は町の規模をポルトガルのエヴォラの町と比較している。アフォンソ1世の時代に、宮殿や一部の教会などの石造建築が加わった。町はコンゴ王国の拡大とともに実質的に成長し、1630年代の教会の報告書は4,000人から5,000人の洗礼者が市内で洗礼を受け、近隣の後背地（渓谷が取り巻いていたらしい）と合計して人口は100,000人に達した。これらの内、およそ30,000人が山中に住み、残りは市の周囲の渓谷に住んでいた。訪問者のジョヴァンニ・フランチェスコ・ダ・ローマ (1648年) によれば重要な建物としては、コンゴ全土（当時）でもサン・サルヴァドールにしかない私的なチャペルとオラトリオ、荘厳な2階建ての王宮と12の教会があった。
街はポルトガルとの1665年のンブウィラの戦い (Battle of Mbwila) の後、内戦などで度々略奪を受け、1678年に一旦放棄された。1705年にドナ・ベアトリスことキンパ・ヴィタ (Kimpa Vita) とその勢力によって再占領され、1709年にコンゴ王ペドロ4世によってコンゴの首都として再建された。再び人口が減少することはなかったものの、18世紀から19世紀の間には実質的な人口は変動した。アンゴラが独立した1975年に、町の名前は「コンゴ市」(Mbanza Kongo) に戻された。

## 世界遺産
ンバンザ＝コンゴの歴史地区は、2017年の第41回世界遺産委員会で登録が認められた。アンゴラでは初の世界遺産である。

### 登録基準
この世界遺産は世界遺産登録基準のうち、以下の条件を満たし、登録された（以下の基準は世界遺産センター公表の登録基準からの翻訳、引用である）。
- (3) 現存するまたは消滅した文化的伝統または文明の、唯一のまたは少なくとも稀な証拠。
- (4) 人類の歴史上重要な時代を例証する建築様式、建築物群、技術の集積または景観の優れた例。
- (6) 顕著で普遍的な意義を有する出来事、現存する伝統、思想、信仰または芸術的、文学的作品と直接にまたは明白に関連するもの（この基準は他の基準と組み合わせて用いるのが望ましいと世界遺産委員会は考えている）。

## 著名な出身者
- ヴァルデマール・バストス - 音楽家
- ホールデン・ロベルト - 政治家、アンゴラ国民解放戦線(FNLA)の創設者
- テタ・ランド - 音楽家